# دوئن‌وگ (میزوری)
دوئن‌وگ (به انگلیسی: Duenweg) یک شهر در ایالات متحده آمریکا است که در شهرستان جاسپر، میزوری واقع شده‌است. دوئن‌وگ ۵٫۲۸ کیلومتر مربع مساحت و ۱٬۱۲۱ نفر جمعیت دارد و ۳۲۹ متر بالاتر از سطح دریا واقع شده‌است.